# Мзіла
Мзіла (араб. المضيلة‎) — місто в Тунісі. Входить до складу вілаєту Гафса. Станом на 2004 рік тут проживало 12 383 особи.